# 유정 (환상게임)
유정(치치리)은 《환상게임》에 등장하는 등장인물이다.

## 소개
유정(치치리)(일본어: 井宿ちちり)/이 방준(り ほうじゅん)
5월 21일생. 175cm. 혈액형 불명. 24세.
성우：세키 토모카즈/야마구치 캇페이(일본), 손원일(한국),
얼굴에 있는 큰 상처를, 웃는 얼굴(정확하게는 실눈)을 하고 있는 가면에 숨기고 있는 승려. 왼쪽 무릎에 〈井(정)〉의 문자가 있다.
심각한 이야기를 할 때 가면을 벗은 본모습의 그를 볼 수 있다.
상처에는 깊은 이유가 있는 듯 싶지만 스스로 쉽게 말하고자 하지는 않는다.
실은 과거에 자신이 구하지 못했던 친구를 기억하고자 상처를 지니고 있는 것.
주작 칠성사 중 최연장. 때문에 나머지 칠성사들을 보호자처럼 돌보게 되기 십상.
곧잘 2등신이 되는 이상한 체질의 소유자.
태일군으로부터는 술법의 힘을 높이는 목걸이를 내려 받는다.
변신이나 순간 이동 등 여러 가지 술법을 사용.